# Amalia Margaretha van Brederode

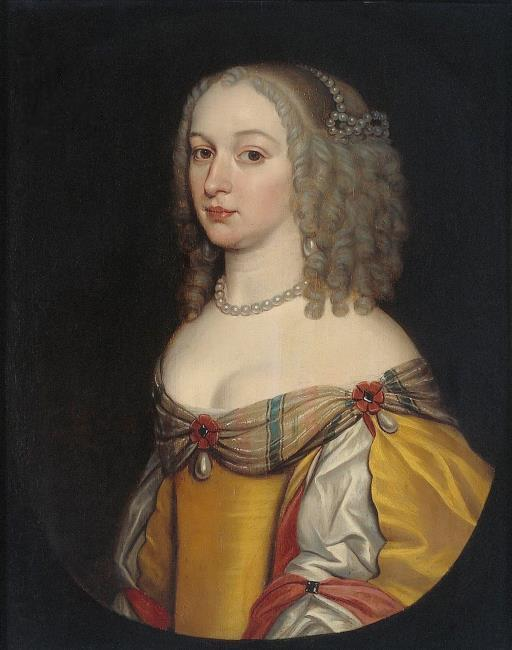
Amalia Margarethe van Brederode

Amalia Margaretha van Brederode, född 1625, död 1663, var en holländsk salongsvärd. Hon räknas som den första kvinna som spelade en självständig och ledande roll i den holländska societeten och höll en litterär salong. Hon är också känd som grundaren av ordenssällskapet Ordre de l’Union de la Joye (1645). 
Hennes föräldrar var greve Johan Wolfert Brederode, herre av Vianen, Ameide och Noordeloos (1599-1655), fältmarskalk, och Anna Johanna av Nassau-Siegen (1594-1636). Hon gifte sig 1645 med Baron Albrecht Henry Slavata, friherre Chlum och Koschemberg (d. 1660), överste i staterna armén och guvernör i Geertruidenberg, och 1662 med Gottlieb Amadeus första kejserliga greve av Windischgrätz, Baron Waldstein und im Thal (1630-1695), en diplomat i tjänst hos den tyske kejsaren: det finns inga uppgifter om att hon skulle ha haft barn.  
Amalia Margaretha van Brederode tillhörde en av Nederländernas främsta adelsfamiljer med internationella kontakter. Efter sitt giftermål 1645 fortsatte hon att bo med sin far i Haag. Hon grundade samma år ordenssällskapet Ordre de l'Union de la Joye. Hon var själv ordensledare med sin syster Anna Trajectina (1629-1672), även kallad Treesje, som suppleant (coajutrice). Ordenssällskapet eller akademien var inspirerat av de franska och organiserade dans, musik och nöje (la Joye). Kända medlemmar var Johan de Witt, den frisiska ståthållare William Fredrik av Nassau-Dietz, Coenraed van Beuningen och Constantijn Huygens. År 1654 mötte hon drottning Kristina i Bryssel, och denna blev sedan medlem i hennes orden. De upprätthöll också en tid en vänskapsrelation och Kristina ville ta henne med sig till Rom, men detta skedde uppenbarligen inte. 
Ordre de l'Union de la Joye behärskade och illustrerade societetslivet i Nederländerna vid seklets mitt, och Amalia Margaretha van Brederode betraktas som den första av sitt kön som spelade en ledande och framträdande social roll i umgängeslivet personligen snarare än enbart i egenskap av hustru till en man. 